# Localhost
En informàtica, en el context d'una xarxa TCP/IP com ara Internet, localhost és un nom reservat que significa aquest ordinador. S'utilitza quan algú vol especificar d'una altra forma el nom o adreça d'un ordinador, router, o altre dispositiu amb connexió a la xarxa. Per exemple, adreçant un navegador web a http://localhost mostrarà la pàgina inicial del lloc web (si n'hi ha algun) que hi hagi a l'ordinador que executa el navegador. Una comprovació bàsica del funcionament dels controladors TCP/IP en una màquina és introduir aquesta instrucció a la línia d'ordres:
ping localhost
localhost sempre es tradueix a l'adreça IP 127.0.0.1 del loopback, en IPv4 (es tradueix a ::1 en IPv6).
La capacitat de comunicar-se amb la màquina local d'un mateix com si es tractés d'una màquina remota és útil per a fer proves, però també per contactar serveis remots (tals com servidors de jocs que resideixin en la màquina local).

## Humor
- Hi ha una llegenda urbana sobre 127.0.0.1 que circula sovint entre els fòrums informàtics més tècnics. La història tracta d'un protagonista a qui es refereix com el "pitjor hàcker del món, el qual es pirateja a si mateix quan descobreix que pot entrar a un amfitrió amb l'adreça IP 127.0.0.1[1]

- En el mateix estil, 127.0.0.1 s'utilitza sovint com a l'adreça IP que es dona a usuaris d'ordinador sense experiència.

- Una altra llegenda tracta d'un usuari que, després de trobar que fent ping a 127.0.0.1 troba el seu ordinador, avisa a tots els seus coneguts que la seva adreça IP és 127.0.0.1.

- ThinkGeek ven una estora on es llegeix "There's no place like 127.0.0.1" (No hi ha cap lloc com 127.0.0.1)[2]